# Абталион
Абталион (ивр. אַבְטַלְיוֹן‎; Abhtalyôn; Avtalyon) — верховный судья в иерусалимском синедрионе в царствование Гиркана II и Ирода, во второй половине последнего столетия до н. э.. По талмудической традиции, член четвёртого дуумвирата (זוג), стоявшего во главе иерусалимского синедриона в середине I века до н. э.
Его товарищем был Шемая (שמעיה) в качестве «наси» синедриона, тогда как Абталион был «аб-бет-дин». Bo всех источниках имена Шемаи и Абталиона встречаются всегда вместе, и никаких специальных сведений о каждом из этих лиц в отдельности, согласно авторам ЕЭБЕ, нет. У Иосифа Флавия названы фарисеями, членами синедриона, Самеей (Sameas; Σαμαίας) и Поллионом (Pollion; Πολλίων), которым хронист отводит весьма почётное место в истории царя Ирода («Иудейские древности», 15).
По преданию, сохранившемуся в двух разных «Барайтах», Абталион происходил из семейства прозелитов, от потомков ассирийского царя Санхериба (Иома, 71б; Гиттин, 57б). Его жизнь и деятельность совпала с самою смутной порой еврейской истории — междоусобных войн между членами Хасмонеевой династии, вторжения в свободную Иудею Римской державы и установления власти Ирода. Среди этих смут Абталиону и Шемае удалось учредить, может быть, первую в Иудее правильно организованную Академию, где оба, связанные тесной дружбой, преподавали законы и толкования к ним. Из биографии Гиллеля, наиболее выдающегося ученика Иерусалимской академии, видно, что вопреки позднейшему принципу фарисеев, по которому обучение должно быть общедоступным и даровым, в школе Абталиона и Шемаи со слушателей взималась каждый раз особая входная плата (Иома, 35б).
В 37 году до н. э. Ирод, низвергнув Антигона и завладев с помощью римского полководца Иерусалимом, истребил 45 членов синедриона, пощадив только фарисея Гиллеля и его ученика Шаммая за то, что они советовали народу передать город Ироду.